# Jekatyerina Alekszandrovna Ivanova
Jekatyerina Alekszandrovna Ivanova (oroszul: Екатерина Александровна Иванова) (Leningrád, 1949. október 3. –) szovjet űrhajósnő.

## Életpálya
1980-ban műszaki diplomát szerzett a leningrádi Műszaki Egyetemen. A szovjet akadémia tagja. Tudományos kutatást folytatott a leningrádi Műszaki Intézetben, majd a balti Egyetemen. 1980. november 13-tól részesült űrhajóskiképzésben. A Szojuz T-12 űrvállalkozásban Szvetlana Jevgenyjevna Szavickaja tartalékaként szolgált. Űrhajós pályafutását 1994. december 15-én fejezte be.

## Űrrepülések
Szojuz T–12 tartalék pilótája

## Külső hivatkozások
- Jekatyerina Alekszandrovna Ivanova. spacefacts.de. (Hozzáférés: 2012. április 10.)
- German Szemjonovics Arzamazov. astronautix.com. (Hozzáférés: 2012. április 10.)